# Geisei-Observatorium
Das Geisei-Observatorium (jap. 芸西天文台, Geisei tenmondai) ist ein Observatorium im Dorf Geisei in der Präfektur Kōchi, Japan. Es dient hauptsächlich der Beobachtung von Kometen und Asteroiden.
Das Hauptinstrument ist ein Newton-Teleskop mit 60 cm Öffnung und 2,7 m Brennweite. Leiter des Observatoriums ist Tsutomu Seki.